# Höfendorf
Höfendorf ist ein Ortsteil der Gemeinde Rangendingen im Zollernalbkreis in Baden-Württemberg (Deutschland). Der Ort liegt nördlich von Rangendingen.

## Geschichte
Höfendorf gehört zu den ältesten Besitzungen des Hauses Hohenzollern. Im Jahr 1098 schenkte Graf Adalbert von Zollern dem Kloster Alpirsbach Besitzungen in Höfendorf. Die Grundherrschaft lag ursprünglich bei der Herrschaft Haigerloch und kam mit dieser 1497 an die Grafschaft Zollern.
Höfendorf und Bietenhausen wurden am 1. April 1972 nach Rangendingen eingemeindet.